# Клінгенберг (Саксонія)
Клінгенберг (нім. Klingenberg) — громада в Німеччині, розташована в землі Саксонія. Входить до складу району Саксонська Швейцарія — Східні Рудні Гори. Центр об'єднання громад Клінгенберг.
Площа — 86,56 км2. Населення становить 6763 ос. (станом на 31 грудня 2020).

## Галерея

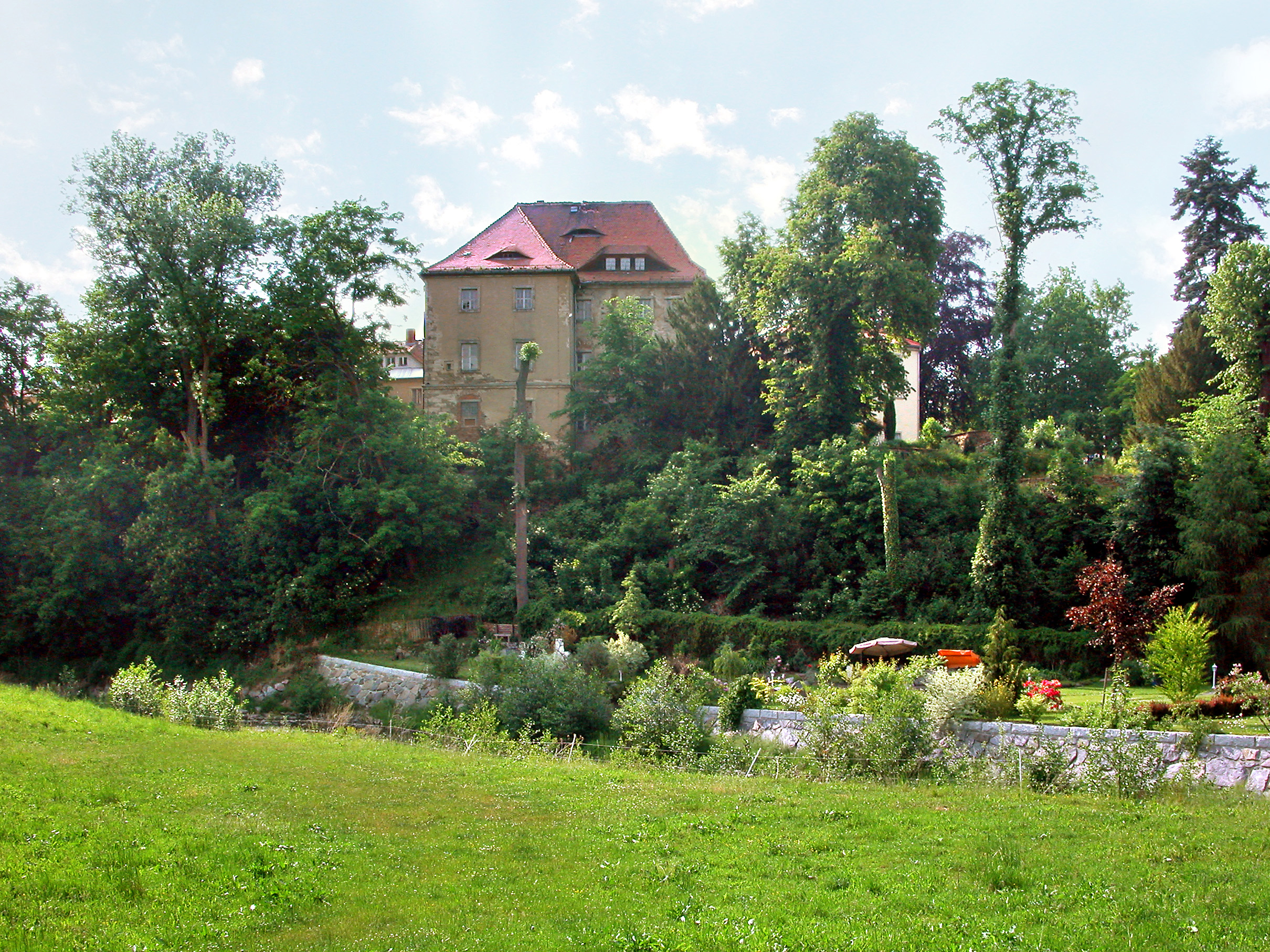